# Isla Chancho (Islas Malvinas)
La isla Chancho (en inglés: Hog Island) se encuentra en la zona sur de la península de San Luis de la isla Soledad, formando parte del archipiélago de las Malvinas. Administrativamente pertenece al departamento Islas del Atlántico Sur de la provincia de Tierra del Fuego, Antártida e Islas del Atlántico Sur.
Esta isla emerge en el sector occidental de la bahía de la Anunciación, ubicándose al sur de la rada Ciervo, al norte de la isla Larga y al este de Puerto Soledad (ó Pto. San Luis).
Cabe señalar que en la provincia de Corrientes existe otra isla con el mismo nombre.

## Historia

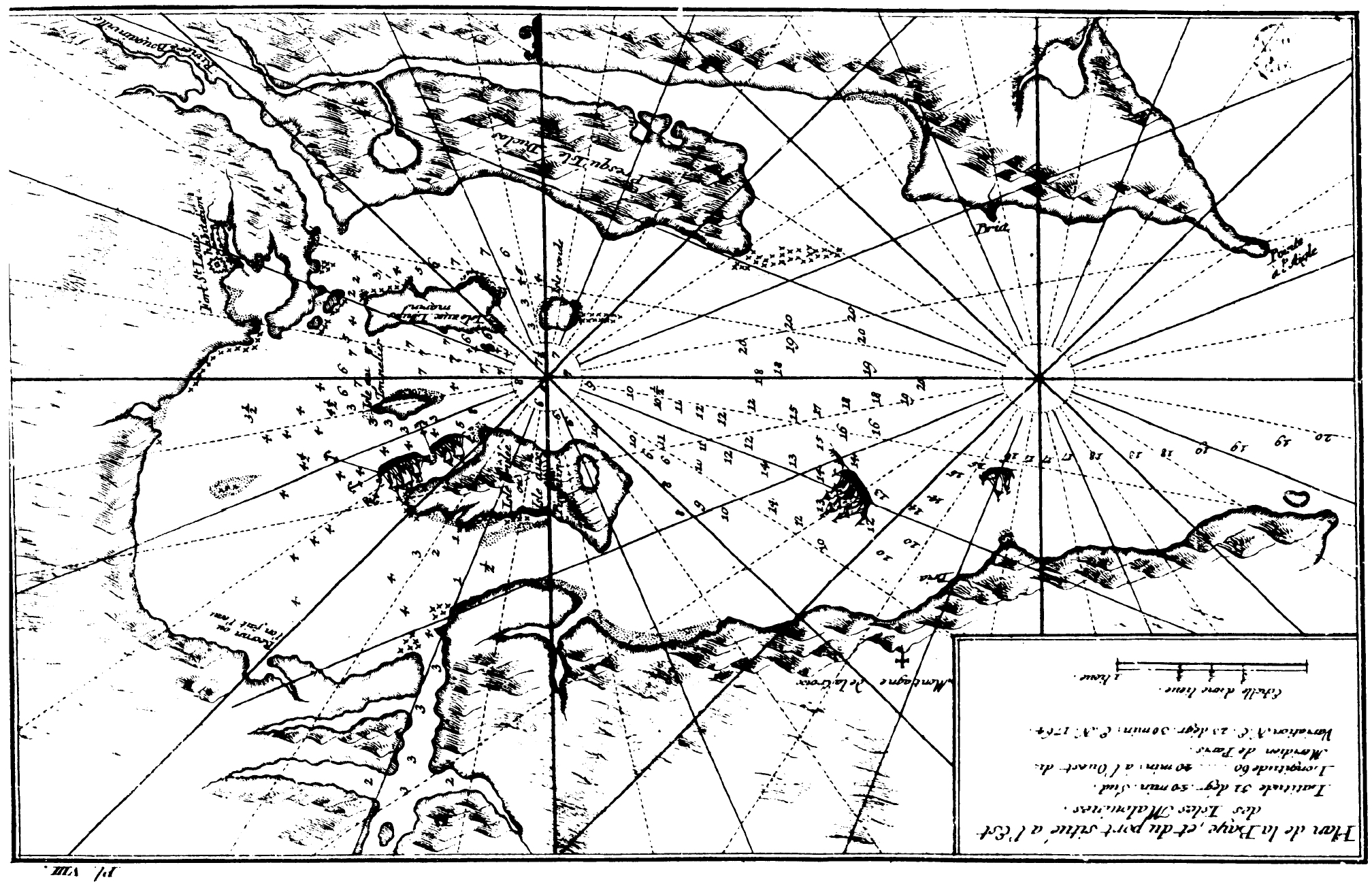
Antiguo mapa de la bahía de la Anunciación (Dom Pernety, 1769)

Durante agosto de 1833, luego de los eventos ocurridos en las cercanías de Puerto Soledad en ocasión de la invasión británica del archipiélago, los miembros supervivientes de la colonia de Luis Vernet se refugiaron en la cercana isla Chancho escapando del grupo de Antonio Rivero, y enviaron regularmente su barco a la vecina isla Larga para el suministro de alimentos para llevar ganado, cerdos y gansos.